# 博勞利山
13°18′N 40°59′E / 13.30°N 40.98°E
博勞利山是埃塞俄比亞的火山，位於該國東北部阿法爾州，處於阿夫勒拉湖東岸，距離首都亞的斯亞貝巴98公里，屬於複式火山，海拔高度812米。